# Мастерские в Ла-Сьота
«Мастерски́е в Ла-Сьота́» ( Ateliers de La Ciotat, 1896) — документальный, короткометражный немой фильм братьев Люмьер.

## Сюжет
В фильме показана работа в мастерских Ла-Сьота.

## Интересные факты
Этот фильм не вошёл в программу первого кинопоказа братьев Люмьер, так как был снят позже его.